# SM U-92 (1917)
SM U-92 – niemiecki okręt podwodny (U-Boot) typu U 87, jeden z 329 okrętów podwodnych służących w trakcie I wojny światowej w Niemieckiej Cesarskiej Marynarce Wojennej. 
U-92 wszedł do służby 22 października 1917 roku i został przydzielony do III Flotylli Okrętów Podwodnych w Wilhelmshaven. Jego pierwszym dowódcą został Kapitänleutnant Max Bieler, który pełnił tę funkcję do 31 maja 1918 roku. 
Okręt wyruszył na swój pierwszy patrol 1 stycznia 1918 roku przez Zatokę Heligolandzką, naokoło  Szkocji w północną część zatoki Biskajskiej; nie odnotował wówczas żadnych zatopień i powrócił do Wilhelmshaven 30 stycznia.
Jego drugi patrol rozpoczął się 24 lutego. Okręt otrzymał rozkaz operowania na południowy zachód od wybrzeży Irlandii, przedostając się na pozycję przez Kanał Kiloński z powodu ciężkiego zaminowania Morza Północnego. Ponownie nie odnotował żadnych zatopień, ale 4 marca 1918 na północny zachód od irlandzkiej zatoki Lough Swilly U-92 storpedował brytyjski zbiornikowiec „British Princess” o pojemności 7034 BRT. Zginął jeden członek załogi statku a uszkodzenia okazały się poważne, jednak jednostka zdołała dotrzeć do portu. Okręt powrócił z patrolu do Kilonii 23 marca.
Na trzeci patrol U-92 wyruszył 24 kwietnia. Został ponownie skierowany w rejon patrolowy na południowy zachód od Irlandii, przepływając koło Helgolandu, Kanałem Kilońskim i dalej wzdłuż wybrzeży Danii, Szkocji oraz wyspy Fair. Ponownie nie odniósł żadnego sukcesu, a w drodze powrotnej został trzy razy zaatakowany przez alianckie jednostki do walki z okrętami podwodnymi oraz raz przez samolot patrolowy. Powrócił do bazy w Wilhelmshaven 28 maja. Po swoim trzecim nieudanym patrolu bez żadnego zatopienia, zgodnie z obowiązującą w Kaiserliche Marine zasadą postępowania z bezproduktywnymi oficerami, Kptlt. Bieler został zwolniony z dowodzenia okrętem.
1 czerwca 1918 roku nowym dowódcą został Kapitänleutnant Günther Ehrlich. Pod jego komendą 29 czerwca okręt wyruszył na swój kolejny patrol u wybrzeży Irlandii. Drugiego dnia patrolu U-92 został zaatakowany na południe od Dogger Bank przez brytyjski okręt podwodny HMS E42, który wystrzelił w jego kierunku dwie niecelne torpedy. Osiem dni później, tj. 9 lipca, U-92 zaatakował konwój. Udało mu się zatopić dwa brytyjskie statki: „Ben Lomond” (2814 BRT) oraz „Mars” (3550 BRT). 10 lipca ostrzelał z działa pokładowego brytyjski uzbrojony szkuner „Charles Theriault” (339 BRT); uszkodzony statek został odholowany do portu. Następnego dnia U-Boot storpedował i zatopił amerykański parowiec „Westover” (5590 BRT), a 13 lipca hiszpański „Ramon de Larrinaga” (3058 BRT). Ostatnią ofiarą podczas patrolu był zatopiony 16 lipca szwedzki „Vanlock” (770 BRT).
Na swój piąty i ostatni patrol U-92 wypłynął 4 września poprzez Kattegat na Morze Północne. 9 września 1918 roku okręt wszedł na minę stanowiącą część Zagrody Minowej Morza Północnego i zatonął wraz z całą załogą na wschód od Orkadów. 
Wrak U-92 został odnaleziony w 2006 roku podczas sonarowego przeczesywania dna morskiego przez statek badawczy „Anglian Sovereign” należący do Maritime and Coastguard Agency, zaś informacje potwierdzające identyfikację wraku zostały uzyskane dzięki zbadaniu go przez nurków w 2007 roku.
Okręt wziął udział w pięciu patrolach bojowych, zatopił pięć statków o łącznej pojemności 15 961 BRT oraz uszkodził dwa o pojemności 7373 BRT.